# Don Biederman
Pour les articles homonymes, voir Biederman.
Pas d'image ? Cliquez ici
Don Biederman était un pilote automobile de stock-car originaire de Port Credit en Ontario (Canada), né le 26 février 1940, décédé le 31 mai 1999.
Don Biederman a été le premier Canadien à s'engager en 1967 dans une saison complète de la NASCAR Grand National, aujourd'hui connue sous le nom de NASCAR Sprint Cup. En 42 départs de 1966 à 1969, son meilleur résultat fut une septième place au Nashville Speedway (nl) en juillet 1967.
En 1977, il devient le premier Canadien à remporter l'Oxford 250 au Oxford Plains Speedway dans le Maine.
Intronisé au Canadian Motorsport Hall of Fame en 2001.
La série ontarienne OSCAAR présente une course en son honneur chaque année.